# Yelle
Yelle is een Franse dancepopband opgericht door Julie Budet (eveneens Yelle genoemd) en haar levenspartner Jean-François Perrier (artiestennaam GrandMarnier).
Yelle werd in 2005 bekend toen zij op Myspace het liedje Je veux te voir postten. In 2007 brachten Budet (zang) en Perrier (drums en teksten) hun debuutalbum Pop Up uit.

## Naam
De naam Yelle is een acroniem van You Enjoy Life, dat in het Frans vrouwelijk is gemaakt door er le achter te voegen.

## Discografie
- Pop Up (2007)
- Safari Disco Club (2011)
- Complètement fou (2014)
- L'Ère du Verseau (2020)